# Sunnanå SK
Sunnanå SK is een Zweedse voetbalclub uit de stad Skellefteå die vooral bekend is vanwege het vrouwenvoetbal. De club is opgericht in 1939 en speelt de wedstrijden in het Norrvalla IP. De vrouwenafdeling komt in 2013 uit in de Damallsvenskan, terwijl de mannen op het vijfde niveau spelen.

## Erelijst (vrouwen)
- Landskampioen

1980, 1982

## Bekende (ex-)speelsters
- Hanna Ljungberg (1994-1998)
- Annelie Nilsson (1996)